# Corbulidae
De Corbulidae of korfschelpen is een familie tweekleppige weekdieren.

## Kenmerken
De schelpen zijn opvallend ongelijkkleppig: de rechterklep is bij sommige soorten aanzienlijk groter dan de linkerklep en omvat deze deels.  De kleppen zijn vooraan afgerond, aan de achterzijde vaak smaller, hoekige of gesnaveld.  De schelpkleppen hebben een doorsnede van 2 tot 30 mm.

## Verspreiding en leefgebied
De dieren vertonen een ruime verspreiding, zowel in warmere als koudere zeegebieden (westelijk en oostelijk deel van de Grote Oceaan, Atlantische Oceaan, Middellandse Zee) en tevens in brak water.

## Taxonomie
De volgende geslachten zijn bij de familie ingedeeld:
- Anisocorbula Iredale, 1930
- Anticorbula Dall, 1898
- Apachecorbula Oliver & Vestheim, 2015
- Caestocorbula Vincent, 1910
- Caryocorbula J. Gardner, 1926
- Corbula Bruguière, 1797
- Cuneocorbula Cossmann, 1886
- Hexacorbula Olsson, 1932
- Juliacorbula Olsson & Harbison, 1953
- Lentidium de Cristofori & Jan, 1832
- Panamicorbula Pilsbry, 1932
- Potamocorbula Habe, 1955
- Tenuicorbula Olsson, 1932
- Varicorbula Grant & Gale, 1931